# Matriz transposta
Em matemática, matriz transposta é a matriz que se obtém da troca de linhas por colunas de uma dada matriz. Desta forma, transpor uma matriz é a operação que leva na obtenção de sua transposta. Neste artigo, a matriz transposta de uma matriz {\displaystyle M} será representada por {\displaystyle M^{\mathrm {T} }}. Outras formas de representação encontradas na literatura são {\displaystyle M^{t}} e {\displaystyle M'}.

## Definição
A transposta da matriz {\displaystyle A=[a_{i,j}]_{i,j=1}^{m,n}} é a matriz {\displaystyle A^{\mathrm {T} }=[a_{i,j}]_{j,i=1}^{n,m}}, i.e.:
{\displaystyle A={\begin{bmatrix}a_{1,1}&a_{1,2}&\ldots &a_{1,n}\\a_{2,1}&a_{2,2}&\ldots &a_{2,n}\\\vdots &\vdots &\ddots &\vdots \\a_{m,1}&a_{m,2}&\ldots &a_{m,n}\\\end{bmatrix}}\Leftrightarrow A^{\mathrm {T} }={\begin{bmatrix}a_{1,1}&a_{2,1}&\ldots &a_{m,1}\\a_{1,2}&a_{2,2}&\ldots &a_{m,2}\\\vdots &\vdots &\ddots &\vdots \\a_{1,n}&a_{2,n}&\ldots &a_{m,n}\\\end{bmatrix}}}
A operação de transpor uma matriz é a operação unitária {\displaystyle {}^{\mathrm {T} }:\mathbb {M} \to \mathbb {M} } definida no conjunto das matrizes {\displaystyle \mathbb {M} } que associa a cada matriz {\displaystyle A} sua transposta {\displaystyle A^{\mathrm {T} }}.

## Exemplos
Veja alguns exemplos:
- {\displaystyle {\begin{bmatrix}1&2\end{bmatrix}}^{\mathrm {T} }\!\!\;\!=\,{\begin{bmatrix}1\\2\end{bmatrix}}.}

- {\displaystyle {\begin{bmatrix}1&2\\3&4\end{bmatrix}}^{\mathrm {T} }\!\!\;\!=\,{\begin{bmatrix}1&3\\2&4\end{bmatrix}}.}

- A matriz identidade é simétrica. Portanto, a matriz transposta da matriz identidade é a própria matriz identidade.

## Construção

A reflexão dos elementos da matriz em relação à sua diagonal principal (elementos e) produz a sua transposta.

A transposta de uma matriz {\displaystyle A=[a_{i,j}]_{i,j=1}^{m,n}} é construída por reflexão de seus elementos em relação à sua diagonal principal. Ou seja, o elemento da linha {\displaystyle i}-ésima linha e {\displaystyle j}-ésima coluna da matriz {\displaystyle A} deve corresponder ao elemento da {\displaystyle j}-ésima linha e {\displaystyle i}-ésima coluna da matriz {\displaystyle A^{\mathrm {T} }}.
Uma das formas práticas de construir a matriz {\displaystyle A^{\mathrm {T} }} é colocando em sua colunas as linhas da matriz {\displaystyle A} na mesma ordem. Ou, equivalentemente, colocando as colunas da matriz {\displaystyle A} nas linhas da matriz {\displaystyle A^{\mathrm {T} }} na mesma ordem.

## Propriedades
Matrizes transpostas têm as seguintes propriedades:
1. {\displaystyle \left(A^{\mathrm {T} }\right)^{\mathrm {T} }=A}
2. {\displaystyle (A+B)^{\mathrm {T} }=A^{\mathrm {T} }+B^{\mathrm {T} }}
3. {\displaystyle (cA)^{\mathrm {T} }=cA^{\mathrm {T} }}
4. {\displaystyle \left(AB\right)^{\mathrm {T} }=B^{\mathrm {T} }A^{\mathrm {T} }}
5. {\displaystyle (A^{\mathrm {T} })^{-1}=(A^{-1})^{\mathrm {T} }}, se {\displaystyle A} é uma matriz não singular.
6. {\displaystyle \det(A^{\mathrm {T} })=\det(A)}
7. A multiplicação de uma matriz quadrada por sua transposta fornece uma matriz, cuja diagonal é formada pela soma dos quadrados dos elementos da respectiva linha da matriz original. Por exemplo:

{\displaystyle X={\begin{bmatrix}{\color {Red}a}&{\color {OliveGreen}b}\\{\color {Red}c}&{\color {OliveGreen}d}\end{bmatrix}}\Rightarrow XX^{T}={\begin{bmatrix}{\color {Red}a}&{\color {OliveGreen}b}\\{\color {Red}c}&{\color {OliveGreen}d}\end{bmatrix}}{\begin{bmatrix}{\color {Red}a}&{\color {Red}c}\\{\color {OliveGreen}b}&{\color {OliveGreen}d}\end{bmatrix}}=}{\displaystyle {\begin{bmatrix}{\color {Red}a}^{2}+{\color {OliveGreen}b}^{2}&{\color {Red}a}{\color {Red}c}+{\color {OliveGreen}b}{\color {OliveGreen}d}\\{\color {Red}c}{\color {Red}a}+{\color {OliveGreen}d}{\color {OliveGreen}b}&{\color {Red}c}^{2}+{\color {OliveGreen}d}^{2}\end{bmatrix}}}
1. A multiplicação da transposta de uma matriz quadrada por si mesma fornece uma matriz, cuja diagonal é formada pela soma dos quadrados dos elementos da respectiva coluna da matriz original. Por exemplo:

{\displaystyle X={\begin{bmatrix}{\color {Red}a}&{\color {OliveGreen}b}\\{\color {Red}c}&{\color {OliveGreen}d}\end{bmatrix}}\Rightarrow X^{T}X={\begin{bmatrix}{\color {Red}a}&{\color {Red}c}\\{\color {OliveGreen}b}&{\color {OliveGreen}d}\end{bmatrix}}{\begin{bmatrix}{\color {Red}a}&{\color {OliveGreen}b}\\{\color {Red}c}&{\color {OliveGreen}d}\end{bmatrix}}=}{\displaystyle {\begin{bmatrix}{\color {Red}a}^{2}+{\color {Red}c}^{2}&{\color {Red}a}{\color {OliveGreen}b}+{\color {Red}c}{\color {OliveGreen}d}\\{\color {Red}a}{\color {OliveGreen}b}+{\color {Red}c}{\color {OliveGreen}d}&{\color {OliveGreen}b}^{2}+{\color {OliveGreen}d}^{2}\end{bmatrix}}}
Demonstração.
1. {\displaystyle \left(A^{\mathrm {T} }\right)^{\mathrm {T} }=A\quad \,}
Seja {\displaystyle A=[a_{i,j}]_{i,j=1}^{m,n}}. Então, {\displaystyle A^{\mathrm {T} }=[a_{i,j}]_{j,i=1}^{n,m}} e, portanto, {\displaystyle \left(A^{\mathrm {T} }\right)^{\mathrm {T} }=[a_{i,j}]_{i,j=1}^{m,n}=A}.
2. {\displaystyle (A+B)^{\mathrm {T} }=A^{\mathrm {T} }+B^{\mathrm {T} }}
Sejam {\displaystyle A=[a_{i,j}]_{i,j=1}^{m,n}} e {\displaystyle B=[b_{i,j}]_{i,j=1}^{m,n}}. Então:
{\displaystyle \left(A+B\right)^{\mathrm {T} }=\left([a_{i,j}+b_{i,j}]_{i,j=1}^{m,n}\right)^{\mathrm {T} }=[a_{i,j}+b_{i,j}]_{j,i=1}^{n,m}=A^{\mathrm {T} }+B^{\mathrm {T} }}.
3. {\displaystyle (cA)^{\mathrm {T} }=cA^{\mathrm {T} }}
Seja {\displaystyle A=[a_{i,j}]_{i,j=1}^{m,n}}. Então:
{\displaystyle (cA)^{\mathrm {T} }=\left(c[a_{i,j}]_{i,j=1}^{m,n}\right)^{\mathrm {T} }=\left([ca_{i,j}]_{i,j=1}^{m,n}\right)^{\mathrm {T} }=[ca_{i,j}]_{j,i=1}^{n,m}=c[a_{i,j}]_{j,i=1}^{n,m}=cA^{\mathrm {T} }}.
4. {\displaystyle \left(AB\right)^{\mathrm {T} }=B^{\mathrm {T} }A^{\mathrm {T} }}
Sejam {\displaystyle A=[a_{i,j}]_{i,j=1}^{m,n}} e {\displaystyle B=[b_{i,j}]_{i,j=1}^{n,p}}. Então:
{\displaystyle {\begin{aligned}\left(AB\right)^{\mathrm {T} }&=\left([a_{i,j}]_{i,j=1}^{m,n}[b_{i,j}]_{i,j=1}^{n,p}\right)^{\mathrm {T} }\\&=\left(\left[\sum _{k=1}^{n}a_{i,k}b_{k,j}\right]_{i,j=1}^{m,p}\right)^{\mathrm {T} }\\&=\left[\sum _{k=1}^{n}a_{i,k}b_{k,j}\right]_{j,i=1}^{p,m}\\&=\left[\sum _{k=1}^{n}b_{k,j}a_{i,k}\right]_{j,i=1}^{p,m}\\&=[b_{i,j}]_{j,i=1}^{p,n}[a_{i,j}]_{j,i}^{n,m}\\&=B^{\mathrm {T} }A^{\mathrm {T} }\end{aligned}}}
5. {\displaystyle (A^{\mathrm {T} })^{-1}=(A^{-1})^{\mathrm {T} }}, se {\displaystyle A} é uma matriz não singular.
Se {\displaystyle A} é uma matriz não singular, então {\displaystyle AA^{-1}=A^{-1}A=I}. Daí, segue que:
{\displaystyle I=I^{\mathrm {T} }=\left(AA^{-1}\right)^{\mathrm {T} }=A^{\mathrm {T} }\left(A^{-1}\right)^{\mathrm {T} }}
e
{\displaystyle I=I^{\mathrm {T} }=\left(A^{-1}A\right)^{\mathrm {T} }=\left(A^{-1}\right)^{\mathrm {T} }A^{\mathrm {T} }}
ou seja, a inversa de {\displaystyle A^{\mathrm {T} }} é a transposta de {\displaystyle A^{-1}}, como queríamos demonstrar.
6. {\displaystyle \det(A^{\mathrm {T} })=\det(A)}
Seja {\displaystyle A=[a_{i,j}]_{i,j=1}^{n,n}}. Por definição, o determinante de {\displaystyle A} é dado por:
{\displaystyle \det(A):=\sum _{k=1}^{n!}\pm a_{1,s_{k,1}}a_{2,s_{k,2}}\cdots a_{n,s_{k,n}}}
onde, {\displaystyle s_{k,i}} corresponde ao {\displaystyle i}-ésimo elemento da {\displaystyle k}-ésima permutação da sequência {\displaystyle (1,2,\ldots ,n)}. E, o sinal no somatório é positivo se a permutação é par e negativo se a permutação for ímpar.
Observamos, que na definição de determinante, em cada termo da soma exatamente um único elemento de cada linha, sem repetir a coluna, é escolhido. Isso é equivalente a dizer que em cada termo da soma exatamente um único elemento de cada coluna, sem repetir a linha, é escolhido, i.e.:
{\displaystyle \det(A)=\sum _{k=1}^{n!}\pm a_{s_{k,1},1}a_{s_{k,2},2}\cdots a_{s_{k,n},n}:=\det(A^{T})}.
7. A multiplicação de uma matriz quadrada por sua transposta é uma matriz, cuja diagonal é formada pela soma dos quadrados dos elementos da respectiva linha da matriz original.
Seja {\displaystyle A=[a_{i,j}]_{i,j=1}^{n,n}}. Então:
{\displaystyle AA^{\mathrm {T} }=[a_{i,j}]_{i,j=1}^{n,n}[a_{i,j}]_{j,i=1}^{n,n}=\left[\sum _{k=1}^{n}a_{i,k}a_{j,k}\right]_{i,j=1}^{n,n}}
donde vemos que os termos da diagonal ({\displaystyle i=j}) são as somas dos quadrados dos elementos da respectiva linha. Como queríamos demonstrar.
8. A multiplicação da transposta de uma matriz quadrada por si mesma fornece uma matriz, cuja diagonal é formada pela soma dos quadrados dos elementos da respectiva coluna da matriz original.
Segue raciocínio análogo à demonstração da propriedade 7..